# Calling All Corpses
Albums de Wednesday 13
From Here to the Hearse
(2010) Spook & Destroy
(2012)
Calling All Corpses est le quatrième album studio du chanteur américain d'horror punk Wednesday 13, sorti le 11 octobre 2011 via son propre label Wednesday 13, LLC.
La chanson Something Wicked This Way Comes, unique single de l'album, est proposée le 12 septembre 2011 sur iTunes.

## Liste des chansons
1. Blood Fades To Black
2. I Wanna Be Cremated
3. Ghoul Of My Dreams
4. One Knife Stand
5. Calling All Corpses
6. Miss Morgue
7. Silver Bullets
8. Bad At Being Human
9. London After Midnight
10. Candle For The Devil
11. We All Die
12. Something Wicked This Way Comes
13. Blood Fades To Black (Reprise)

## Personnel
- Wednesday 13 - Chant, guitare rythmique, claviers, production
- Roman Surman - Guitare lead, chœurs
- Jack Tankersley - Basse, guitare, chœurs
- Jason "Shakes" West - Batterie
- Brent Clawson - Ingénieur du son, mixage, chœurs
- Tom Baker - Mastering
- David A. Frizell - Artwork, conception de la pochette